# 木村隼人 (声優)
木村 隼人（きむら はやと、1月30日 - ）は、日本の男性声優。東京都出身。81プロデュース所属。

## 人物
趣味・特技はカラオケ、サイクリング、野球。

## 出演
太字はメインキャラクター。

### テレビアニメ
2014年
- 団地ともお（悪の男の部下B）
- デュエル・マスターズ VS（2014年 - 2015年、番組プロデューサー、イーグル） - 2シリーズ

2015年
- アブソリュート・デュオ（エトナルク）
- 放課後のプレアデス（クラス担任、アナウンス）

2016年
- マギ シンドバッドの冒険（村の男B、村人）
- チア男子!!（染谷夏生）

2017年
- かみさまみならい ヒミツのここたま（スタッフ）
- アトム ザ・ビギニング（来客、聴講生）
- 縁結びの妖狐ちゃん
- EVIL OR LIVE

2018年
- ウマ娘 プリティーダービー（観客、CMナレーション）
- キラッとプリ☆チャン（2018年 - 2019年、機長、記者）
- フューチャーカード 神バディファイト（紅蓮闘士 バーンガッツ・ドラゴン、狂戦司 ガチアレス）
- 異世界魔王と召喚少女の奴隷魔術（魔術師、ドワーフ、護衛、従騎士、魔族）
- バキ（男子生徒）
- 夢王国と眠れる100人の王子様（部下ウメ）
- 名探偵コナン（2018年 - 2023年、板前、ビル、警官）
- 音楽少女（プロデューサー）
- ポチっと発明 ピカちんキット（強盗）
- カードファイト!! ヴァンガード（2018年 - 2020年、対戦相手C、ブラスター・ジャベリン、ドラゴニック・オーバーロード、時空竜騎 ロストレジェンド） - 3シリーズ
- ソラとウミのアイダ（教官）
- キラキラハッピー★ ひらけ!ここたま（2018年 - 2019年、サラリーマン、町の人）
- ゾイドワイルド（2018年 - 2019年、Zボーイズ、アボカド）
- 中間管理録トネガワ（山木）
- とある魔術の禁書目録III（副機長）

2019年
- 聖闘士星矢 セインティア翔（レポーター、ヘラクレス星座のアルゲティ、邪霊士）
- ひとりぼっちの○○生活（鶏B）
- MIX（2019年 - 2023年、主審、野島、轟、田口） - 2シリーズ
- ロード・エルメロイII世の事件簿 -魔眼蒐集列車 Grace note-（労働者）
- 胡蝶綺 〜若き信長〜（村人たち、小姓、稲葉良通、河尻秀隆、佐々隼人正 他）
- ドラえもん（テレビ朝日版第2期）（牛乳屋さん）
- あひるの空（2019年 - 2020年、ヤンキー、観客）
- 慎重勇者〜この勇者が俺TUEEEくせに慎重すぎる〜（オーク）
- ファンタシースターオンライン2 エピソード・オラクル（男性）

2020年
- 魔術士オーフェンはぐれ旅（2020年 - 2023年、村の男たち、レンジャーたち、ドラゴン信仰者たち、フェイ、ディック 他） - 4シリーズ
- 空挺ドラゴンズ（空中海賊）
- ドロヘドロ（キンク）
- 映像研には手を出すな!（空調管理部）
- 22/7（記者）
- 異種族レビュアーズ（農夫B）
- とある科学の超電磁砲T（研究員、男）
- 白猫プロジェクト ZERO CHRONICLE（グローザ手下C、しーちゃん）
- イエスタデイをうたって
- ゾイドワイルド ZERO（科学者）
- やはり俺の青春ラブコメはまちがっている。完（アナウンサー）
- 炎炎ノ消防隊 弐ノ章（第7隊員、ヘッケラー中隊長、白装束）
- 『ヒプノシスマイク -Division Rap Battle-』Rhyme Anima（2020年 - 2023年、テロリスト、スペースコロニーB、迅雷坊、赤味噌ブラザーズ、sink or swim、Crushed reindeer 他） - 2シリーズ
- ダンジョンに出会いを求めるのは間違っているだろうか シリーズ（2020年 - 2022年、冒険者、ターク・スレッド） - 3シリーズ

2021年
- 約束のネバーランド（追手鬼）
- たとえばラストダンジョン前の村の少年が序盤の街で暮らすような物語（チンピラ）
- ミュークルドリーミー（宅配便配達員）
- アイ★チュウ（観客B）
- はたらく細胞!!（一般細胞3）
- Dr.STONE（2021年 - 2023年、大男、ひげ） - 3シリーズ + 特別編
- カードファイト!! ヴァンガード overDress（記者）
- 戦闘員、派遣します!（魔族A）
- Vivy -Fluorite Eye's Song-（トァク6、トァク3）
- 不滅のあなたへ（2021年 - 2023年、男、従者、僧侶） - 2シリーズ
- 月が導く異世界道中（長老②）
- NIGHT HEAD 2041（ヴォルクタ兵B）
- MUTEKING THE Dancing HERO（サマー）
- 無職転生 〜異世界行ったら本気だす〜（冒険者A）
- 闘神機ジーズフレーム（通信士、現場監督、通信士3、基地通信士1、医療班B 他）
- 境界戦機（2021年 - 2022年、アジア軍兵士、カク・リュウホ） - 2シリーズ

2022年
- ハコヅメ〜交番女子の逆襲〜（乗客）
- 失格紋の最強賢者（第一学園生徒C）
- 薔薇王の葬列（従者A）
- 天才王子の赤字国家再生術（家臣）
- からかい上手の高木さん3（男性A）
- ニンジャラ（ギャング）
- 処刑少女の生きる道（騎士）
- RWBY 氷雪帝国（ホワイトファング団員）
- 異世界迷宮でハーレムを（盗賊、村人）
- うたわれるもの 二人の白皇（エンナカムイ兵、ナコク兵）
- はたらく魔王さま!!（2022年 - 2023年、客、八巾兵） - 2シリーズ
- 機動戦士ガンダム 水星の魔女（2022年 - 2023年、クルー、SP） - 2シリーズ
- 弱虫ペダル LIMIT BREAK（2022年 - 2023年、観客、石丸）
- 陰の実力者になりたくて!（2022年 - 2023年、兵、騎士、ゾンビ、魔剣士、山賊） - 2シリーズ
- 後宮の烏（兵士A）
- 異世界おじさん（王国軍兵士）
- クレヨンしんちゃん（2022年 - 2025年、係員B、カレー屋店員、お寿司屋さん、社員、警察官 他）

2023年
- ヴィンランド・サガ（客、奉公人、客人、亡霊、亡者 他）
- REVENGER（客人）
- マイホームヒーロー（男A、シンゴ、覆面B、王虎隊B、手下E 他）
- UniteUp!（2023年 - 2025年、デストロイヤーズ選手、マスター） - 2シリーズ
- 女神のカフェテラス（2023年 - 2024年、魚屋、男性客、刑事役） - 2シリーズ
- ゴールデンカムイ（連絡船船員）
- アリス・ギア・アイギス Expansion（カップル男性）
- 贄姫と獣の王（家臣、家臣B、護衛隊B、隊士）
- おかしな転生（盗賊1、村人A、隊長、賊2、フバーレク家従士 他）
- るろうに剣心 -明治剣客浪漫譚- (2023)（2023年 - 2025年、銃士隊長、手下、警官、新月村村民、槍持 他） - 2シリーズ
- め組の大吾 救国のオレンジ（2023年 - 2024年、隊員B、研修生A、救急隊B）
- アンデッドアンラック（手下）
- オーバーテイク!（スポンサー候補、カメラマン）
- アイドルマスター ミリオンライブ！（おじいさん、工事スタッフ、観客たち、記者たち、スタッフ）
- 忍たま乱太郎（剣豪）

2024年
- 異修羅（主幹街道の御者）
- 最弱テイマーはゴミ拾いの旅を始めました。（旅人B、追手B、冒険者B、男性冒険者A、ザッカス 他）
- HIGH CARD（チンピラ、生徒、刑事、近衛兵）
- 治癒魔法の間違った使い方（盗賊B、魔族兵B）
- 狼と香辛料 MERCHANT MEETS THE WISE WOLF（村人、検査官）
- 変人のサラダボウル（兵士、店長、栗ノ原、一ノ瀬洋平、土田智也 他）
- 魔女と野獣（案内人）
- 忘却バッテリー（楠田竜樹）
- WIND BREAKER
- 黒執事（2024年 - 2025年、生徒、人狼） - 2シリーズ
- 転生したらスライムだった件（土曜師ザウス）
- 俺は全てを【パリイ】する 〜逆勘違いの世界最強は冒険者になりたい〜（兵士B、隠密兵団B、砲兵）
- 異世界失格（街の住人、トオルの部下）
- 菜なれ花なれ（客）
- ATRI -My Dear Moments-（襲撃犯、部下）
- 2.5次元の誘惑（カメコD）
- 来世は他人がいい（チンピラ、半グレ、組員）
- 歴史に残る悪女になるぞ（男性、村人）
- ソードアート・オンライン オルタナティブ ガンゲイル・オンラインII（BKA）
- Re:ゼロから始める異世界生活 3rd season（避難所の人々）
- 魔王2099（通行人D）

2025年
- メダリスト（受付、観客）
- SAKAMOTO DAYS（黒服、男、野呂） - 2シリーズ
- ギルドの受付嬢ですが、残業は嫌なのでボスをソロ討伐しようと思います（冒険者）
- Unnamed Memory Act.2（ルーカノス）
- BEYBLADE X（黒服）
- 青のミブロ（刺客）
- どうせ、恋してしまうんだ。
- ババンババンバンバンパイア（男）
- 勘違いの工房主〜英雄パーティの元雑用係が、実は戦闘以外がSSSランクだったというよくある話〜（魔術師）
- ウマ娘 シンデレラグレイ（観客、通行人）
- 小市民シリーズ（ウェイター）
- 宇宙人ムームー（秘書）
- ニャイト・オブ・ザ・リビングキャット（新人警官）
- 帝乃三姉妹は案外、チョロい。（祭り客）
- 鬼人幻燈抄（武士）

### 劇場アニメ
2010年代
- PEACE MAKER 鐵（2018年、隊士）- 2作品
- 君の膵臓をたべたい（2018年、不良2）
- プロメア（2019年）

2020年代
- 劇場版 ハイスクール・フリート（2020年、海賊）
- モンスターストライク THE MOVIE ルシファー 絶望の夜明け（2020年、レシアル兵士）
- 劇場版 Fate/Grand Order -神聖円卓領域キャメロット- 後編 Paladin; Agateram（2021年、粛正騎士）
- BLOODY ESCAPE -地獄の逃走劇-（2024年、ヤクザ）
- コードギアス 奪還のロゼ（2024年、古仁科諒、市民）
- 劇場版 鬼滅の刃 無限城編 第一章 猗窩座再来（2025年）

### OVA
- BanG Dream!（2017年、店主）
- 無職転生 〜異世界行ったら本気だす〜「エリスのゴブリン討伐」（2022年、神殿騎士） - TV未放送エピソード

### Webアニメ
- DEVILMAN crybaby（2018年、警官1）
- バキ（2020年、観客）
- 日本沈没2020（2020年、モブB）
- Shenmue the Animation（2022年、五郎）
- サイバーパンク エッジランナーズ（2022年、アニマルズ、MAX-TAC）
- 転生したらスライムだった件 コリウスの夢（2023年、冒険者）
- じゃんたま カン!!（2024年、店員）
- ラッキーなサファリでおにごっこ!?（2024年、やまおとこ[9]）
- Duel Masters LOST 〜月下の死神〜（2024年、賊）

### ゲーム
2015年
- 地球防衛軍 4.1 THE SHADOW OF NEW DESPAIR（レンジャー部隊）

2016年
- ナイトスリンガー（チャーリー 他）

2017年
- ウイニングハンド（デビルイアイ 他）
- グランドサマナーズ（求道剣士ラサオウ）
- ドラゴンハート（伊達正宗 他）
- パラノーマルキス -Paranormal Kiss-（キース・ジョーカー、朝倉透）
- ホワイト（トロール族長）

2018年
- 暁のエピカ -Union Brave-（ターソン）

2019年
- 荒野のコトブキ飛行隊 大空のテイクオフガールズ！（グンペイ）
- デュエル・マスターズ プレイス（2019年 - 2020年、アクア・グラップラー、牙男、砲神兵バゴーン、天空の超人、銀の拳、突然の超人、哀哭の超人、剛撃精霊エリクシア、爆撃闘士カーバイン）

2020年
- モンスターストライク（2020年 - 2023年、幕末リザレクション〈原田左之助〉）

2021年
- タベオウジャ（蛸足連合男紅吐波墨）
- アカシッククロニクル〜黎明の黙示録（セイバー）

2022年
- eBASEBALLパワフルプロ野球2022（猛田慶次）

2024年
- ファイナルファンタジーVII リバース
- モンソニ!（2024年 - 2025年、原田左之助）

### ドラマCD
- 千歳くんはラムネ瓶のなか ドラマCD「王様とバースデー」（2020年、浅野海人[17]）
- THE IDOLM@STER  MILLION THE@TER WAVE 11 オペラセリア・煌輝座（2020年、借金取り）
- プラチナコール～ホスト科男子に恋をする～ 第1弾（2021年、綾瀬隼人） - Cheese!2021年10月号付録[18]

### BLCD
- ワンコ系部下のしつけ方（2018年、AV撮影スタッフB）
- カッコウの夢（2019年、瀬野の元セフレ[19]）
- ちぐはぐなキス（2025年、中野[20]）
- 黄昏アウトフォーカス long take（2025年）[21]

### ラジオドラマ
- 飛べ!京浜ドラキュラ 〜2016〜（2016年、運転手）

### オーディオブック
- とある飛空士への恋歌（2019年）[22]
- 千歳くんはラムネ瓶のなか[23] 1〜4巻（2020年 - 2024年、浅野海人[24]（1〜4巻）、上村亜斗夢[25]（2〜4巻））
- 脱兎リベンジ（2020年、朗読、志鷹京平 他[26][27]）
- 俺と彼女の恋を超能力が邪魔している。（2021年、坂井亮 他[28]）
- ケモノガリ（2021年[29]、横見、ロビン・フッド 他[30]）
- フィッターXの異常な愛情（2022年）[31]
- 俺が生きる意味 1（2023年、木茂辺卓二、王餓一郎 他[32]）
- 純情ギャルと不器用マッチョの恋は焦れったい（2025年）[33]

### 特撮
- ウルトラマンタイガ（2019年、サーペント星人の声）

### 吹き替え

#### 映画
- アントマン&ワスプ（手下[34]）
- クルエラ[35]
- search/サーチ
- The Witch 魔女（店主の息子）
- 死霊のえじき
- バック・トゥ・ザ・フューチャー PART2（ホワイティ〈ジェイソン・スコット・リー〉）※BSジャパン版
- バック・トゥ・ザ・フューチャー PART3（葬儀屋〈マーヴィン・J・マッキンタイア〉）※BSジャパン版
- マレフィセント2[36]
- 密航者
- ライ麦畑の反逆児 ひとりぼっちのサリンジャー
- ワイルド・ブレイブ

#### ドラマ
- アメリカン・ゴシック 〜偽りの一族〜
- アンダー・ザ・ドーム（警備員 他）
- インスティンクト -異常犯罪捜査- シーズン1 #10
- 100日の郎君様 #13
- BULL / ブル 法廷を操る男 シーズン2 #8
- MANIFEST/マニフェスト
- リトル・ドラマー・ガール 愛を演じるスパイ（ミシェル / サリム・アル＝ハダル〈アミール・ホーリー〉）

#### アニメ
- アルティメット・スパイダーマン ウェブ・ウォーリアーズ（ネクタイの男 他）
- インクレディブル・ファミリー
- ザ・シンプソンズ（ジンボ・ジョーンズ〈2代目〉）
- 天官賜福（商人、兵士）
- トイ・ストーリー4（訪問者[37]）
- トロールハンターズ（トビー）
- ナタ転生

### デジタルコミック
- 青のアイリス（2021年、先生[38]）
- 予言のナユタ（2021年、警官[39]）
- Lie:verse Liars（2024年、男A[40]）

### ボイスオーバー
- にっぽん!歴史鑑定
- 日立 世界・ふしぎ発見!

### テレビ番組
- バリバラ〜障害者情報バラエティー〜（ひったくり犯）

### その他コンテンツ
- j-milk School「牛乳大好き新入社員 ロクイチくん」（2022年、イヤミダ[41]）
- 猫が如く PV（2023年、先輩ヤクザB[42]）

## ディスコグラフィ

### キャラクターソング
| 発売日        | タイトル                                  | 歌                                                           | 楽曲               | 備考                             |
| ------------- | ----------------------------------------- | ------------------------------------------------------------ | ------------------ | -------------------------------- |
| 2017年1月27日 | チア男子!! 第5巻特装限定版特典 SPECIAL CD | 金田保（勝杏里）、染谷夏生（木村隼人）、乗田大地（広瀬裕也） | 「PRICELESS DAYS」 | テレビアニメ『チア男子!!』関連曲 |

### シリーズ一覧
1. ↑  第1期（2014年）、第2期『VSR』（2015年）
2. ↑  中・高校生編（2018年 - 2019年）、続・高校生編（2019年）、新右衛門編（2020年）
3. ↑  1ST SEASON（2019年）、2ND SEASON『MEISEI STORY ～二度目の夏、空の向こうへ～』（2023年）
4. ↑  第1期（2020年）、第2期『キムラック編』（2021年）、第3期『アーバンラマ編』（2023年）、第4期『聖域編』（2023年）
5. ↑  第1期（2020年）、第2期『+』（2023年）
6. ↑  第3期『III』（2020年）、第4期『IV 新章 迷宮篇』（2022年）、第4期『IV 深章 厄災篇』（2023年）
7. ↑  第2期『STONE WARS』（2021年）、テレビスペシャル『龍水』（2022年7月10日）、第3期『NEW WORLD』第1クール（2023年）、第3期『NEW WORLD』第2クール（2023年）
8. ↑  第1シリーズ（2021年）、第2シリーズ（2023年）
9. ↑  第一部（2021年）、第二部（2022年）
10. ↑  1st Season（2022年）、2nd Season（2023年）
11. ↑  Season1（2022年）、Season2（2023年）
12. ↑  1st season（2022年 - 2023年）、2nd season（2023年）
13. ↑  第1期（2023年）、第2期『-Uni:Birth-』（2025年）
14. ↑  第1期（2023年）、第2期（2024年）
15. ↑  第1期『序幕東京』（2023年）、第2期『京都動乱』（2024年 - 2025年）
16. ↑  第4期『-寄宿学校編-』（2024年）、第5期『-緑の魔女編-』（2025年）
17. ↑  第1クール（2025年）、第2クール（2025年）

### 初出話一覧
1. 1 2  第2期 第5話初出
2. ↑  第1期 第11話初出
3. ↑  第39話初出
4. 1 2  第10話初出
5. 1 2 3  第14話初出
6. 1 2 3  第19話初出
7. ↑  第28話初出
8. 1 2  第34話初出
9. 1 2 3 4 5 6 7 8  第2話初出
10. 1 2 3 4 5 6 7  第1話初出
11. 1 2 3 4 5 6  第4話初出
12. 1 2 3 4  第5話初出
13. 1 2 3 4  第9話初出
14. 1 2  第17話初出
15. ↑  第23話初出
16. 1 2 3 4 5  第8話初出
17. 1 2 3 4  第3話初出
18. 1 2 3 4  第7話初出
19. 1 2  第12話初出
20. 1 2  第5期 第7話初出
21. ↑  第4期 第7話初出
22. ↑  第57話初出
23. ↑  第56話初出
24. ↑  第18話初出
25. ↑  第16話初出
26. ↑  第67話初出
27. ↑  第21話初出
28. ↑  第11話初出